# Antonio Oré
Juan Antonio Oré Gomero, detto Cañón (Lima, 7 novembre 1914 – Lima, 10 febbraio 1994), è stato un cestista peruviano.

## Carriera
Con il Perù ha preso parte alle Olimpiadi del 1936, disputando due partite.